# Mezőgazdasági vontató

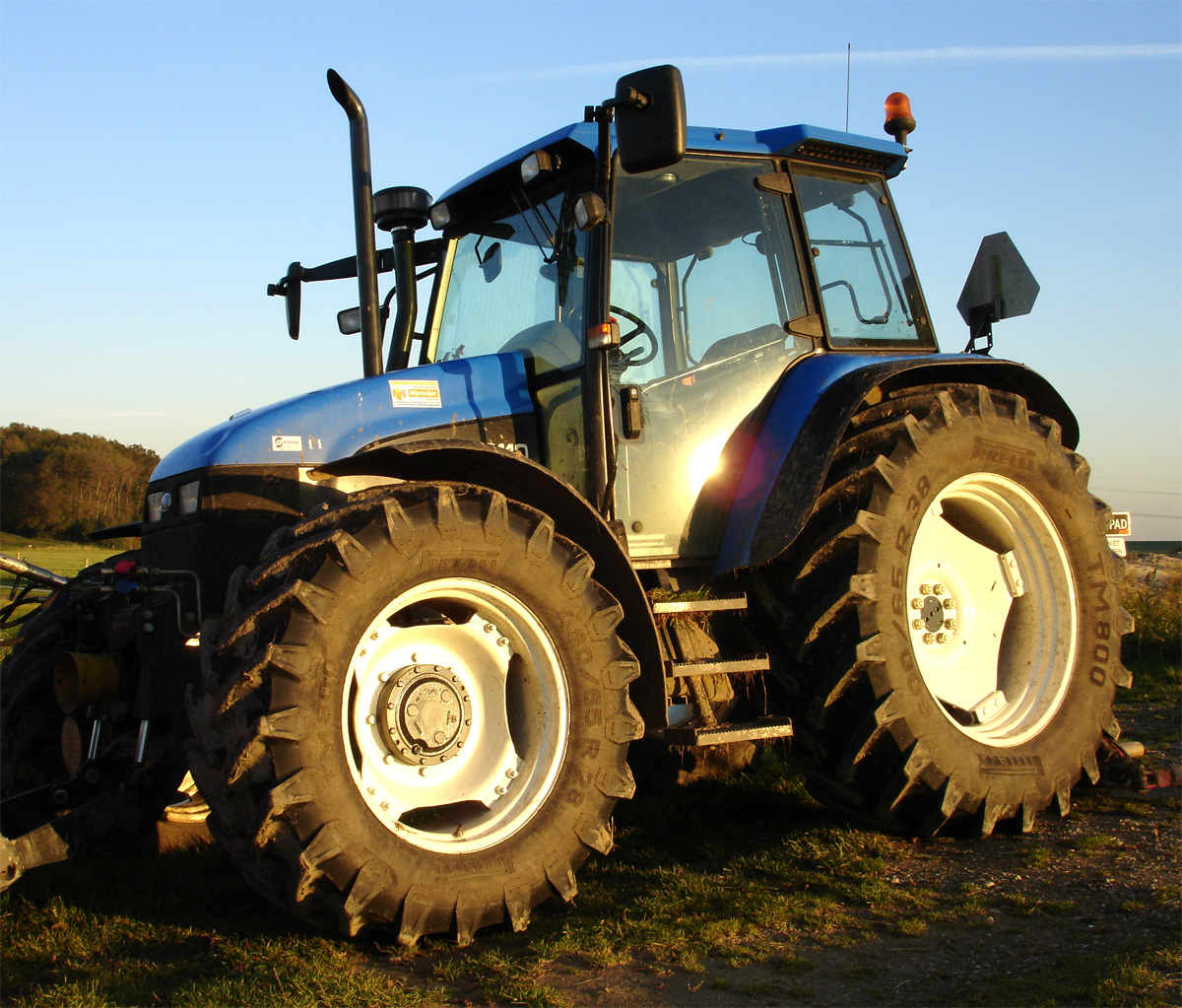
Egy modern európai traktor (New Holland)

A mezőgazdasági vontató avagy traktor egy mezőgazdasági haszongépjármű. Mezőgazdasági eszközök mellett használják többek között erdészeti és egyéb berendezések vontatására, mozgatására, szállítására is. Sok tekintetben inkább munkagép, semmint jármű, a KRESZ szabályai szerint nem is minősül gépjárműnek.

## Története

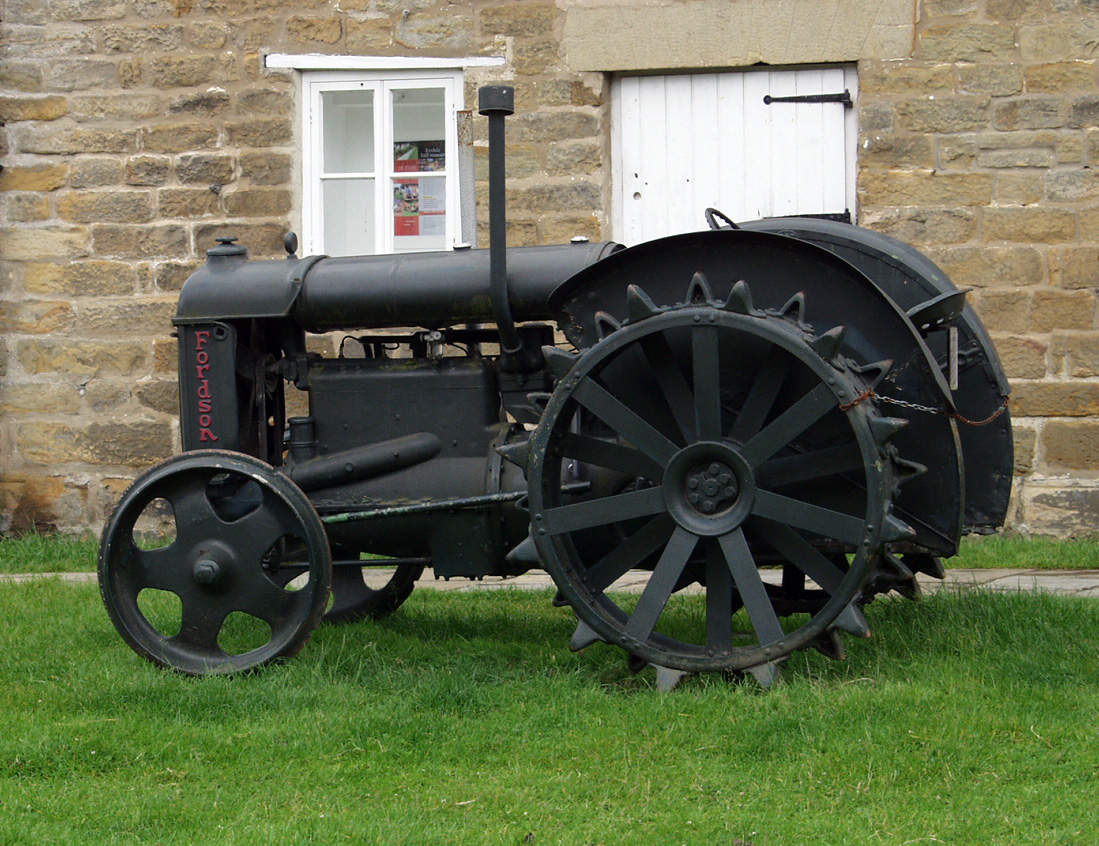
Fordson „körmös” traktor

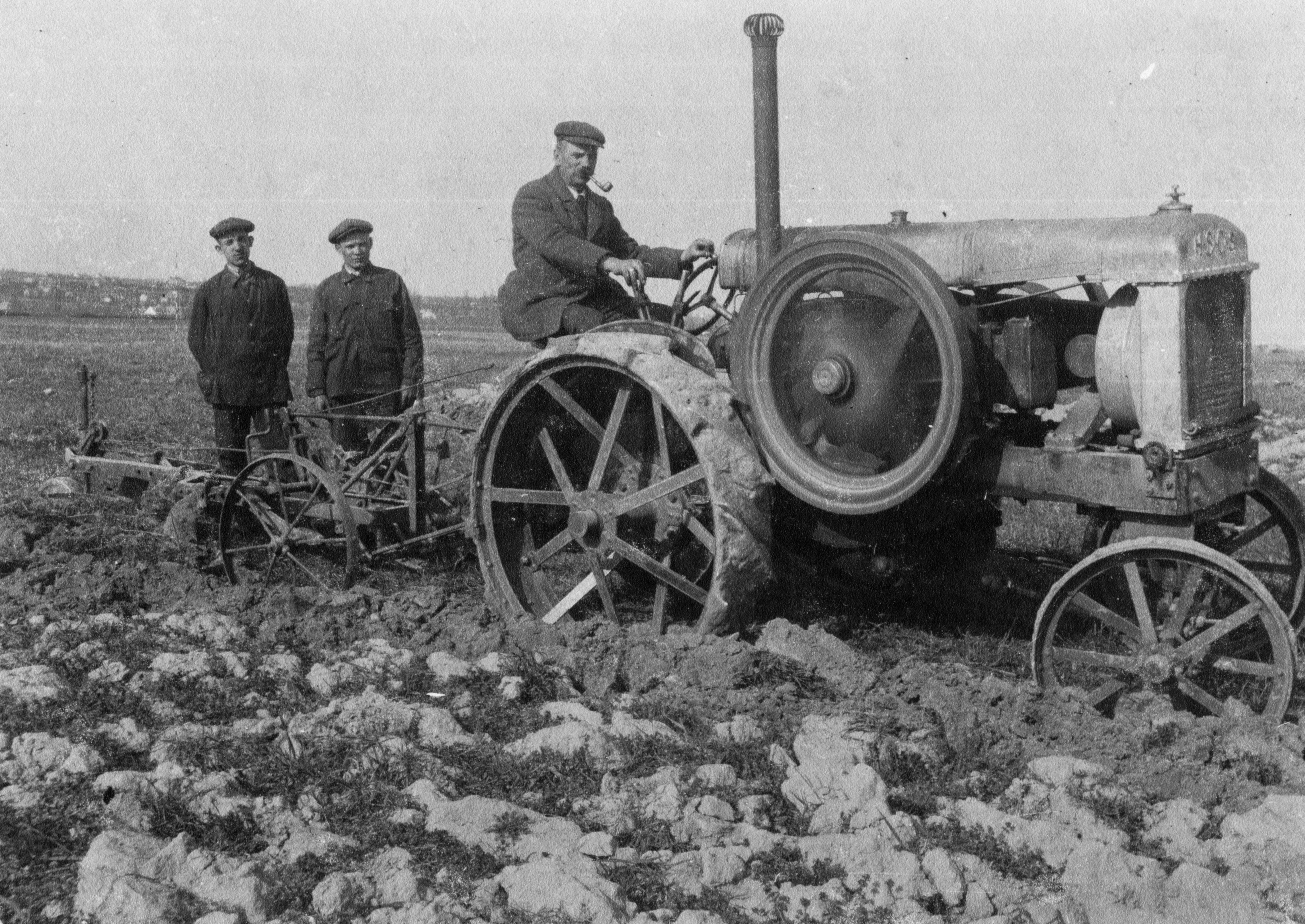
Hofherr-traktor 1930-ban Magyarországon

A traktorok már a 19. század elején megjelentek, amikor gőzhajtású eszközökként használták őket. Az első benzinüzemű traktort John Froelich építette meg 1892 ben Iowában.
Az első, belsőégésű motorral működő kerekes traktor megalkotása az amerikai IHC gyár nevéhez fűződik. Az 1907-ben megalkotott járművet 1912-ben követték a lánctalpas traktorok is, de őket már a Holt-Caterpillar gyártotta.
Elsőként a Ford húzott belőle jelentősebb hasznot, a Fordson névvel ellátott saját gyártmányú traktorokat 1917-től kezdve sorozatban állították elő futószalagon. (A traktorok alkatrészeinek nagy része a Ford T-modell-ből származott.)
A magyar traktorgyártás 1923-ban indult meg a kispesti Hofherr-Schranz Gép gyárában, ezt követően Győrben és Csepelen is beindult az üzemi gyártás. A Vörös Csillag Traktorgyár Dutra traktorai nemzetközileg is keresettek voltak,  Manapság a győri Rába gyárt hazai traktorokat (pl. RÁBA-15, RÁBA-Steiger 250).

## A traktorok típusai

### Kerekes traktorok

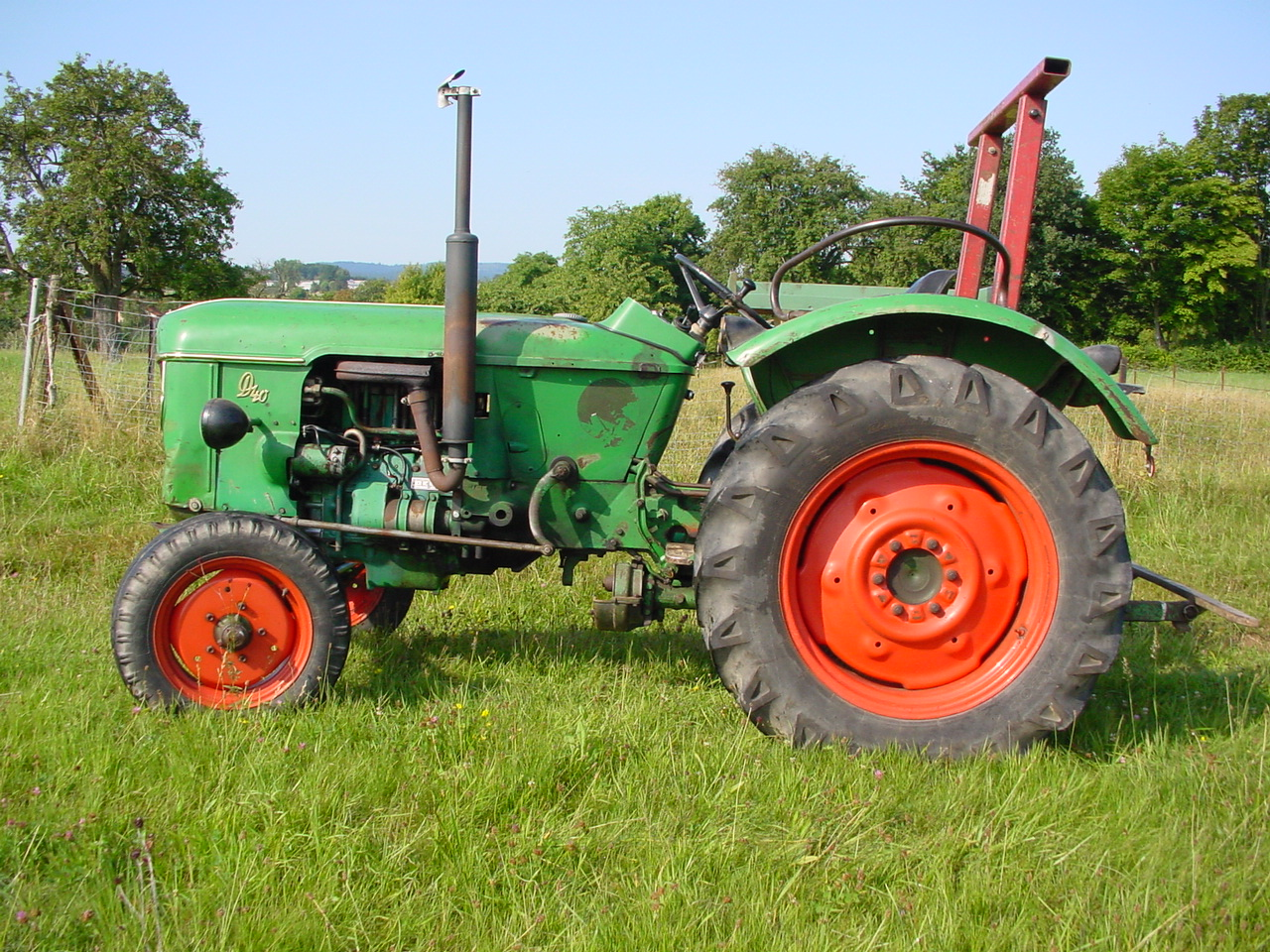
Hagyományos, régi traktor (Deutz)

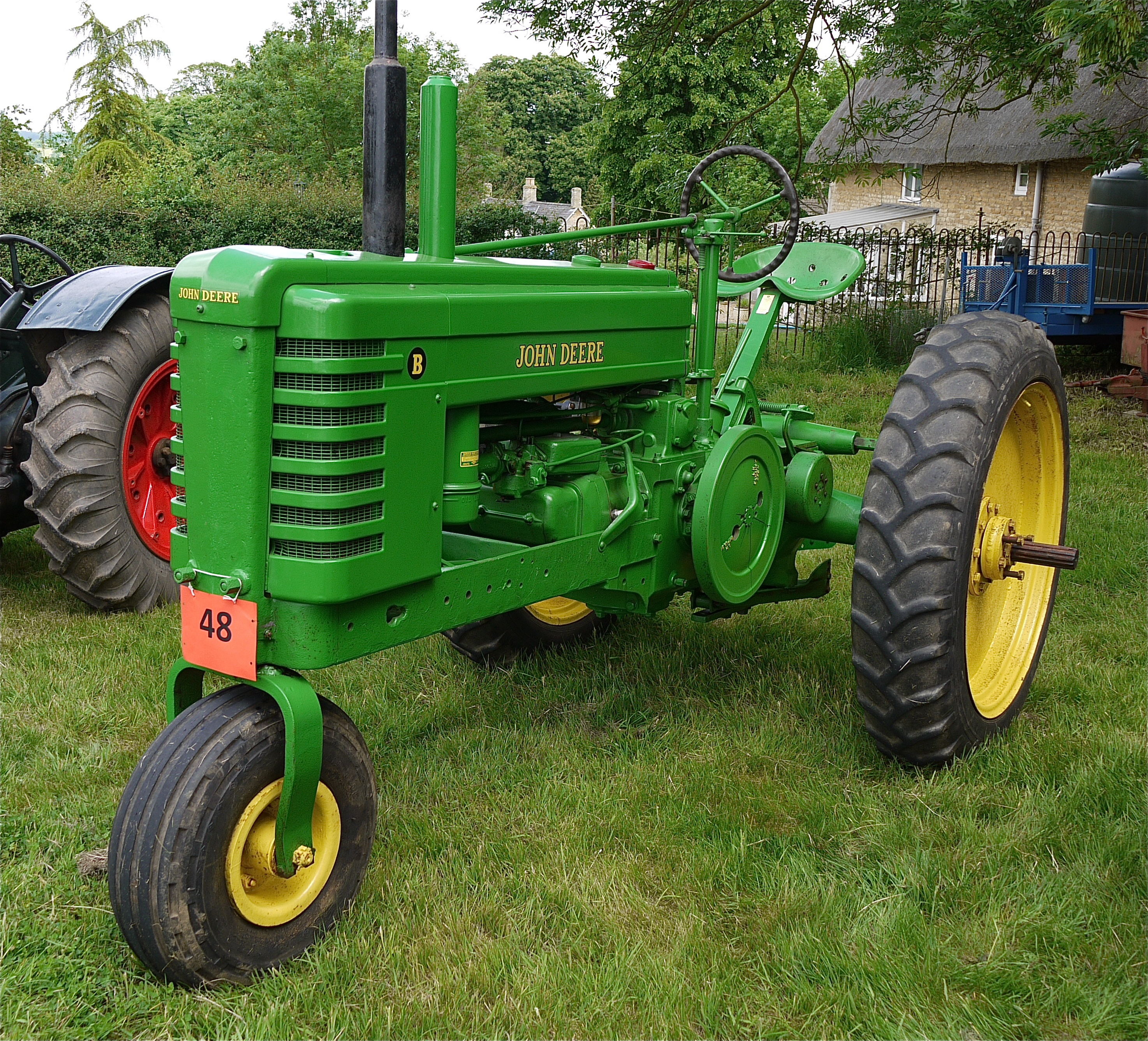
Régi, háromkerekű traktor (John Deere)

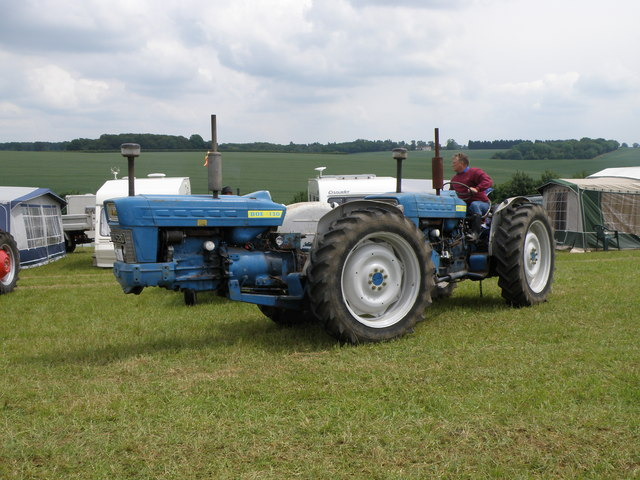
Tandem-traktor, az összkerékhajtású traktor őse (Doe)

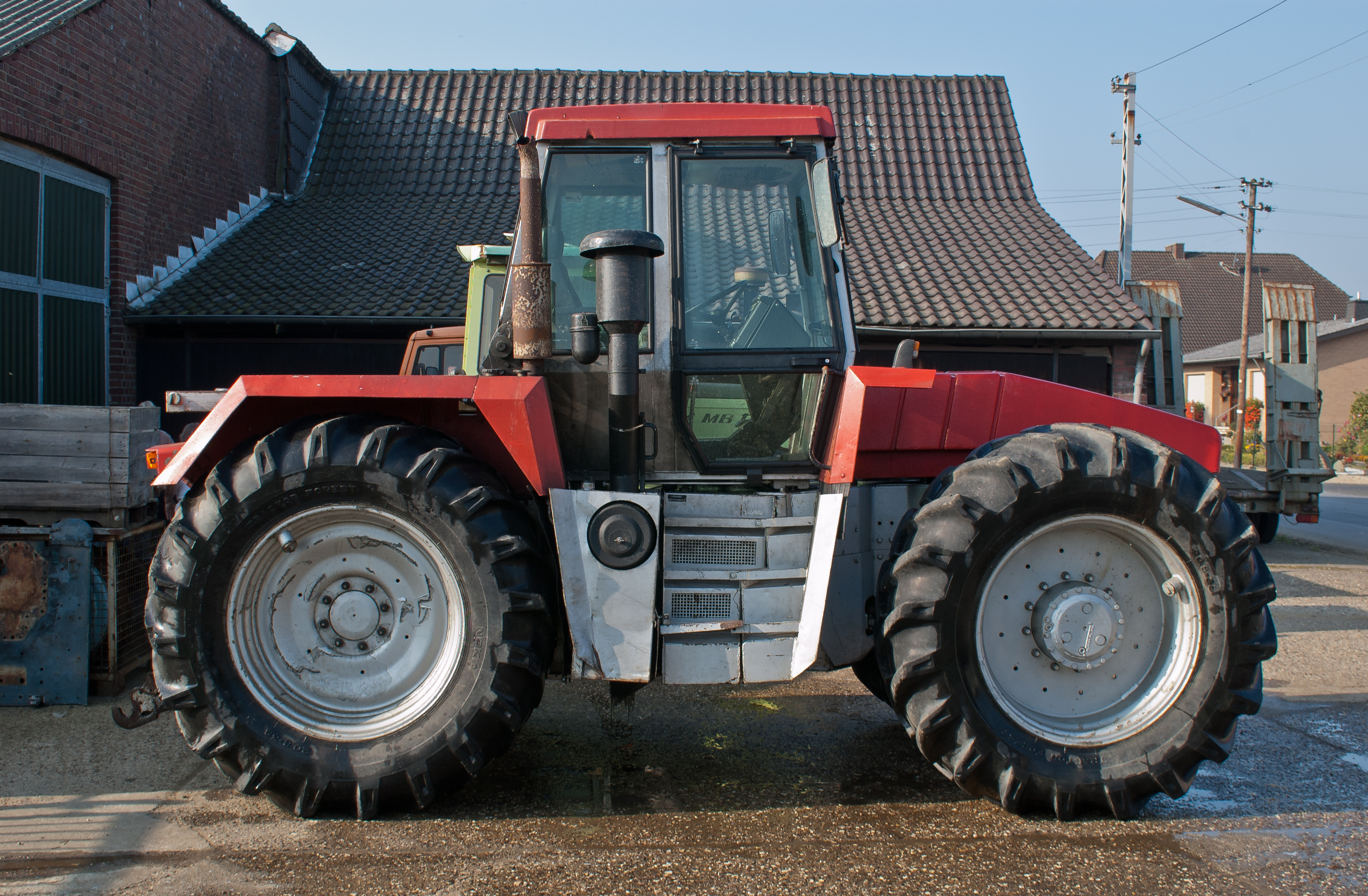
Nagyobb, összkerékhajtású traktor (Eurotrac)

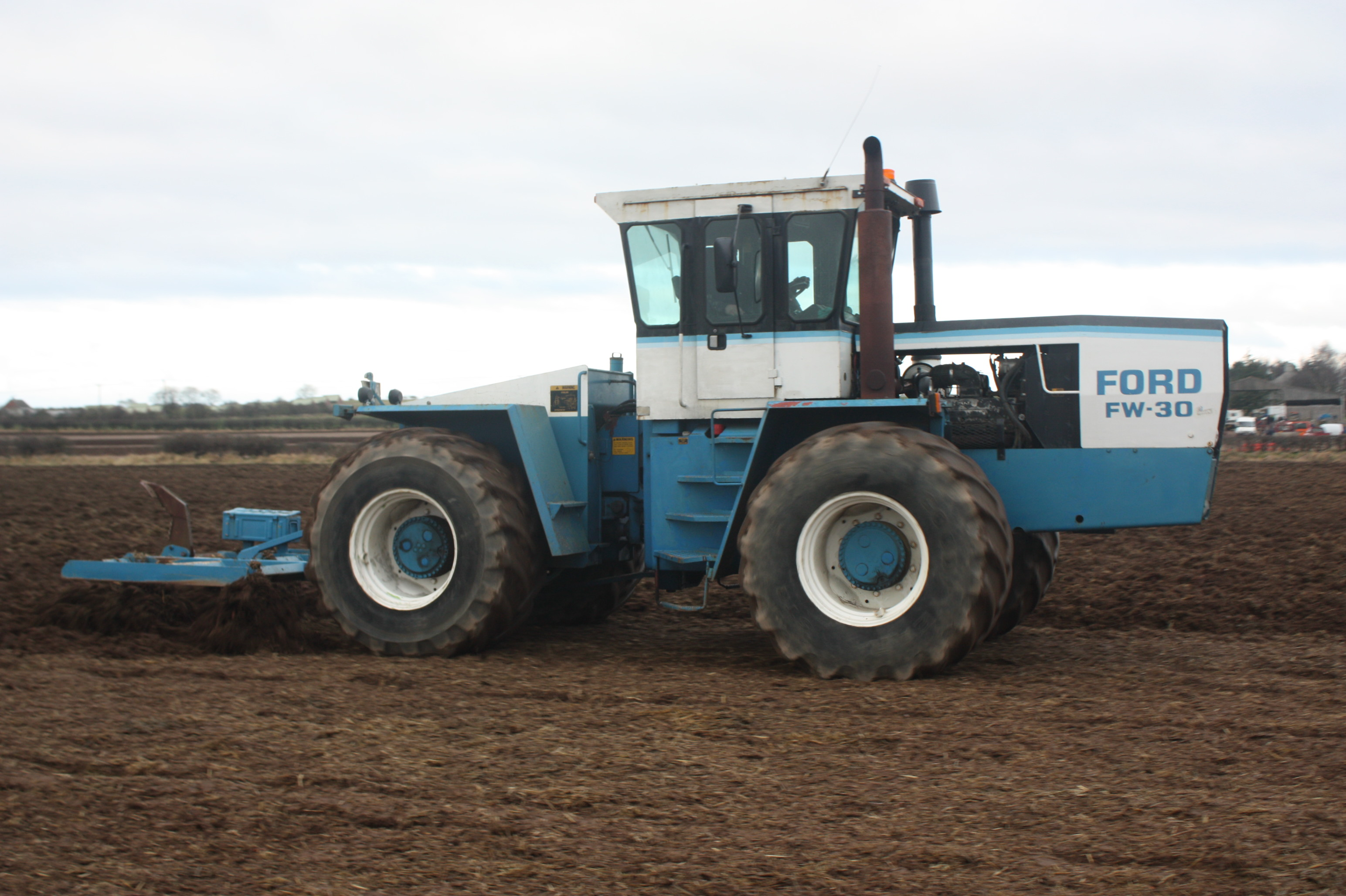
Nagy, csuklós, összkerékhajtású traktor (Ford)

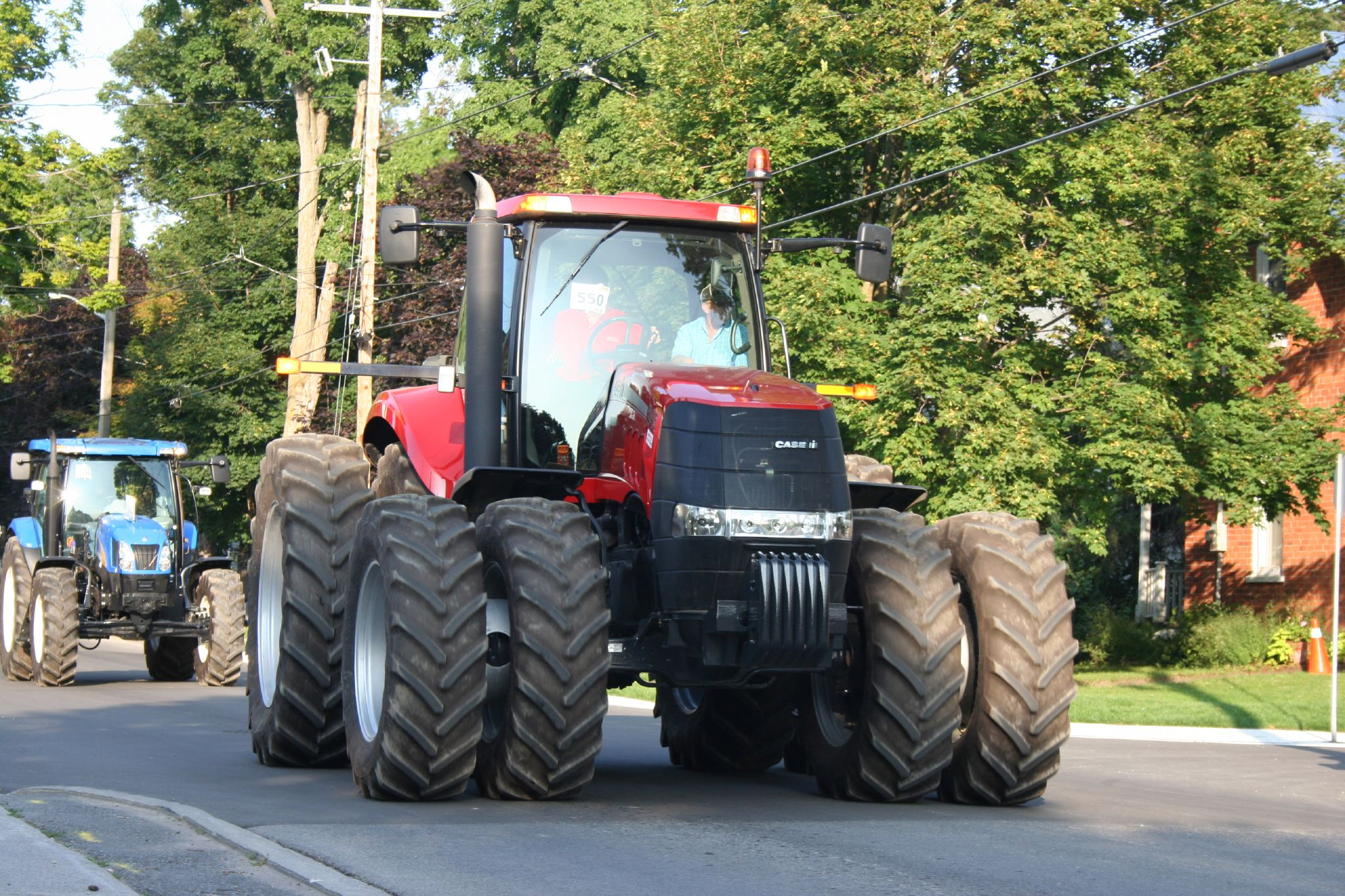
Dupla abroncsozású traktor lazább talajra (Case)

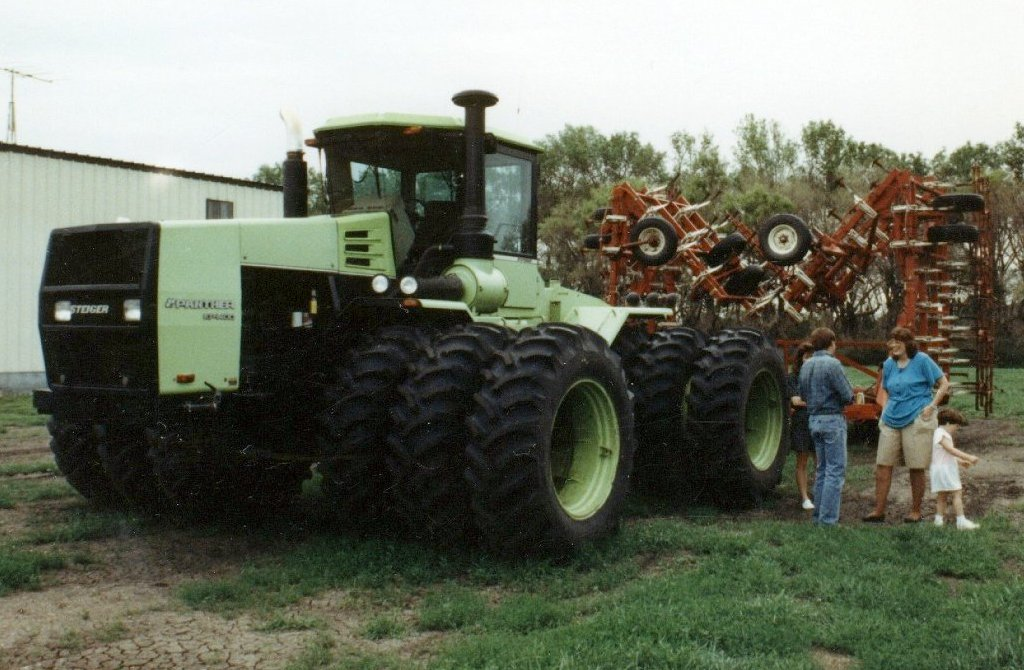
A nagy összkerekes traktorokon a tripla abroncsozás sem ritka (Steiger)

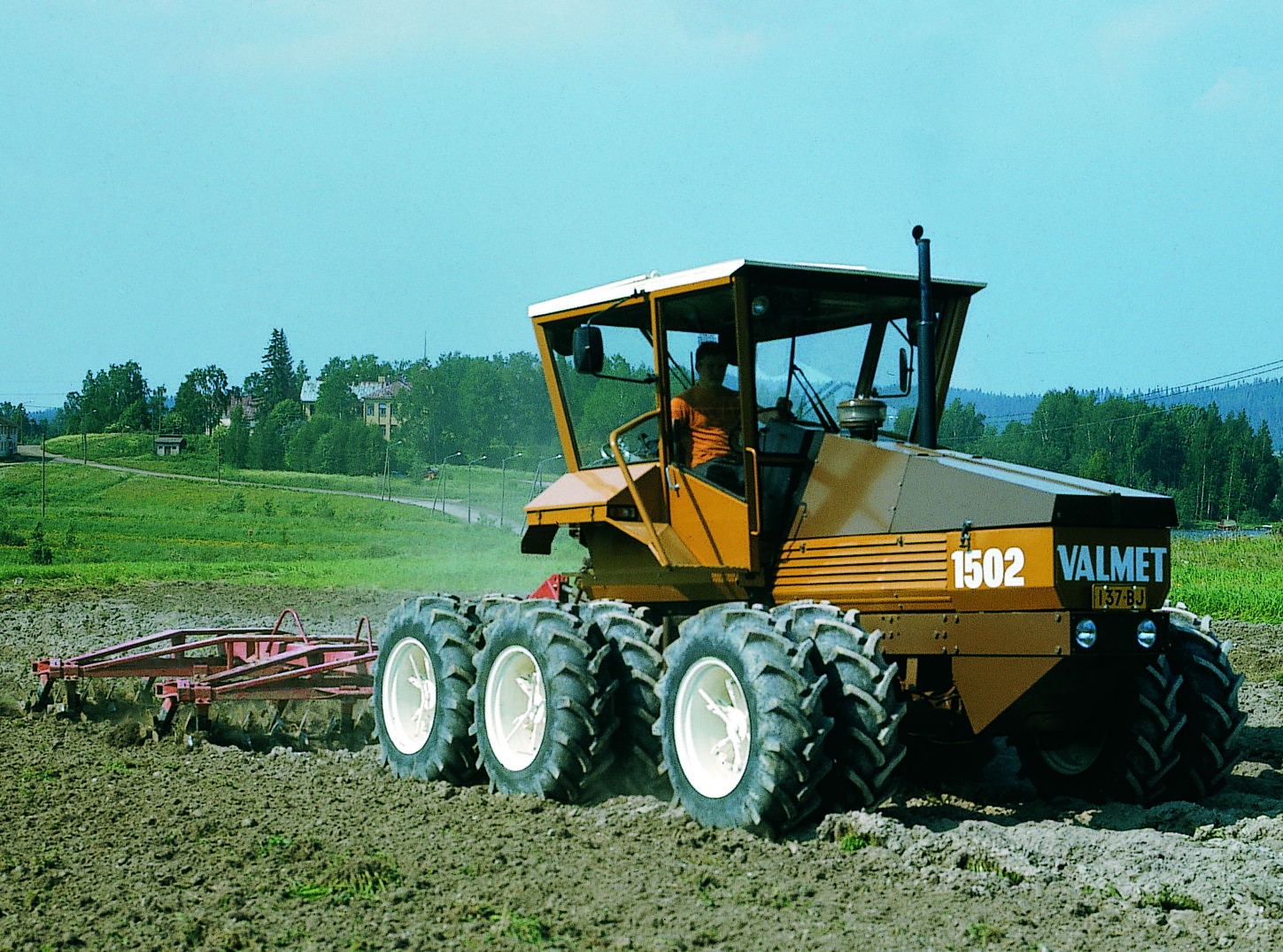
Hatkerekű duplaabroncsos traktor (Valmet)

A traktorok kezdettől fogva tipikus felépítést követnek: elöl a motortér foglal helyet, ami a kisméretű kerekekkel rendelkező első tengelyen nyugszik, mögötte a traktor végén pedig a vezetőülés vagy vezetőfülke található a kezelőszervekkel, amit a hátsó tengelyen lévő feltűnően nagy átmérőjű, terepgumis kerekek fognak közre. Ennek oka, hogy a klasszikus traktorok a vonóerő kifejtése érdekében a hátsó tengelyükre kapták a meghajtást, amit a földeken történő elakadás elkerülésére nagy méretben, és bordázott terepgumival készítettek el. Az első traktorok még bordázott fémfelniken futottak, és a gumiabroncs elterjedése után is készültek még hegyes tüskés fémfelnis traktorok, amiket ezért „körmös” traktoroknak hívtak.
Az első tengely a traktorok elején kezdetben sokszor még nem tengely volt, hanem egy függőleges csap, ami alá egy darab, vagy két oldalára egy-egy darab kicsi, gumiabroncsozott kerék került, így ezek a korai traktorok inkább háromkerekű járműnek néztek ki, illetve némely ténylegesen az is volt. A kormányzást ennek a csapnak a kormány általi fordulásával végezték. Később aztán a jobb stabilitás miatt előre is rendes tengely került.
A traktorok fejlődésével másfajta kialakítások is megjelentek. Az 1960-as években jelentek meg a nagyobb, összkerékhajtású traktorok, amelyeknek már egyforma méretű kerekei voltak. Ezek a nagyobb méretű traktorok gyakran derékcsuklós, azaz ízelt munkagépek voltak, de rajtuk kívül is készültek azonos kerékméretű traktorok. Ezeknél a gépeknél a vezetőfülke a két tengely közé került, minekutána a hátsó tengely feletti szabad rész platónak, vagy másfajta eszközöknek hordozására vált alkalmassá, de gyakran csak a vontatószerkezet mechanikája kapott itt helyet, vagy a plusz üzemanyagtartályok. Az ilyen traktorok megjelenését a tandem-traktorok előzték meg, amelyeket két, első tengelyüktől megfosztott klasszikus traktor csuklós összekapcsolásával alakítottak ki, amíg ki nem fejlődtek a specifikált összkerékhajtású traktorok.
Idővel a hagyományos traktorok modernebb típusainál is megjelent az összkerékhajtás, ahol az első tengelyek kis, sima kerekeit már nagyobb, terepgumis kerekekre cserélték, amik átmérőben ugyan továbbra is kisebbek a hátsókhoz képest, méretben viszont már sokkal tekintélyesebbek a korábbi modellek pici első kerekeinél.
A jobb terepjáró képesség és a laza talajon való elakadás kiküszöbölése végett megjelentek a traktorokon a pluszabroncsozású kerekek, ez azt jelenti, hogy a hátsó, vagy adott esetben mind a négy kerék mellé – vagy inkább rá – még egy, ugyanakkora, ugyanolyan terepgumis kereket szerelnek fel. Az így kiszélesített kerekek felületén jobban eloszlik a súly és a nyomaték. Nagyobb, csuklós traktoroknál a kerekenkénti három abroncs sem ritka, mivel azok sokkal nagyobb tömegűek, így indokolt esetben két pluszabroncs is szükséges lehet minden kerékre.
Kis példányszámban hatkerekű traktorok is előfordultak, de nem különösebben tudtak hatékonyabb funkcionalitást felmutatni a négykerekes társaiknál, ezért nem érte meg ezek műszaki többletfejlesztése és magasabb költsége.

### Lánctalpas traktorok

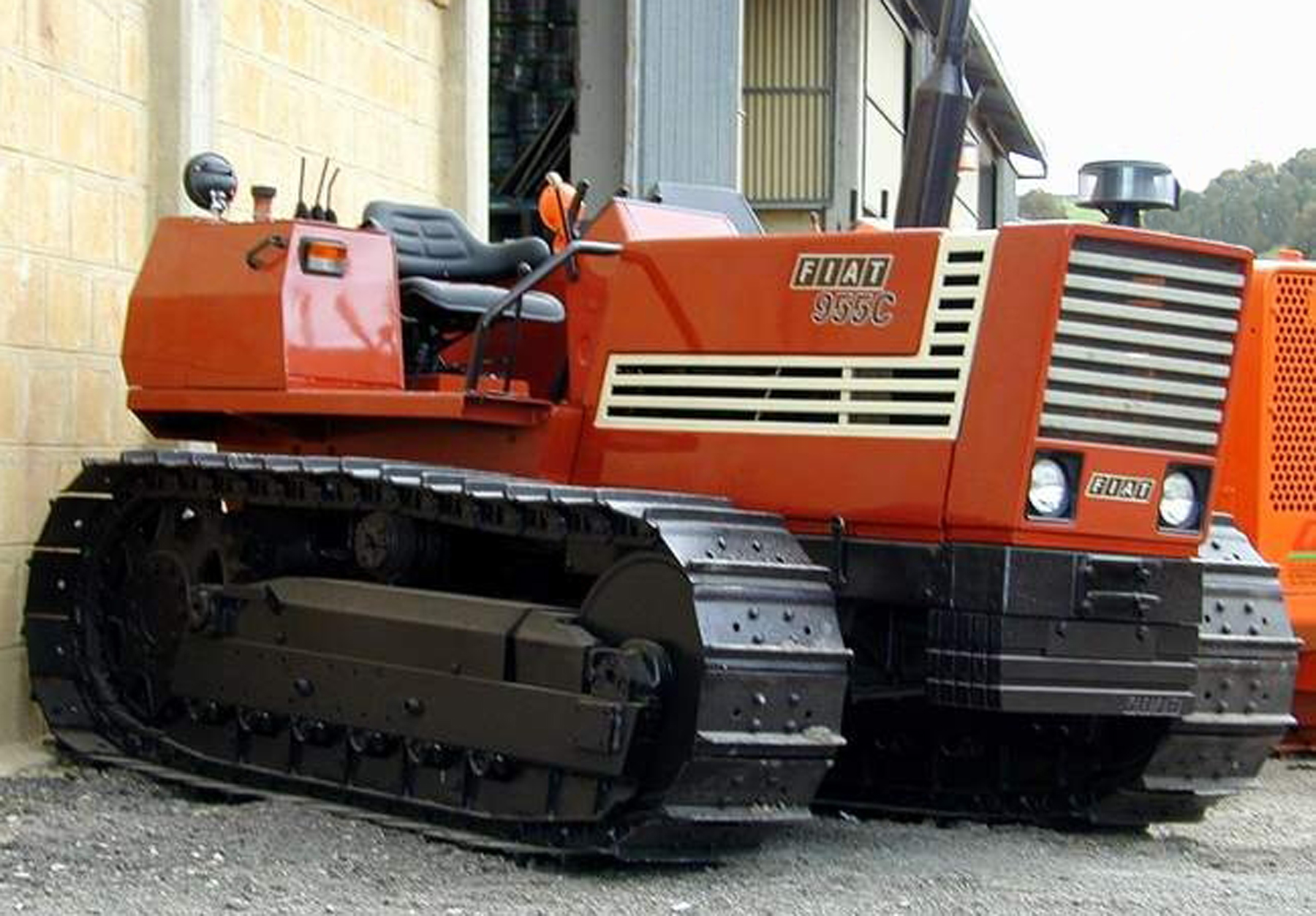
Lánctalpas traktor (Fiat)

A lánctalpas traktorok hasonló felépítésűek, mint gumikerekes társaik, elöl a motortér kap helyet, mögötte a végén pedig a vezetőhely vagy vezetőfülke, a különbség a lánctalp, ami a gép két oldalán húzódik.

### Gumihevederes traktorok

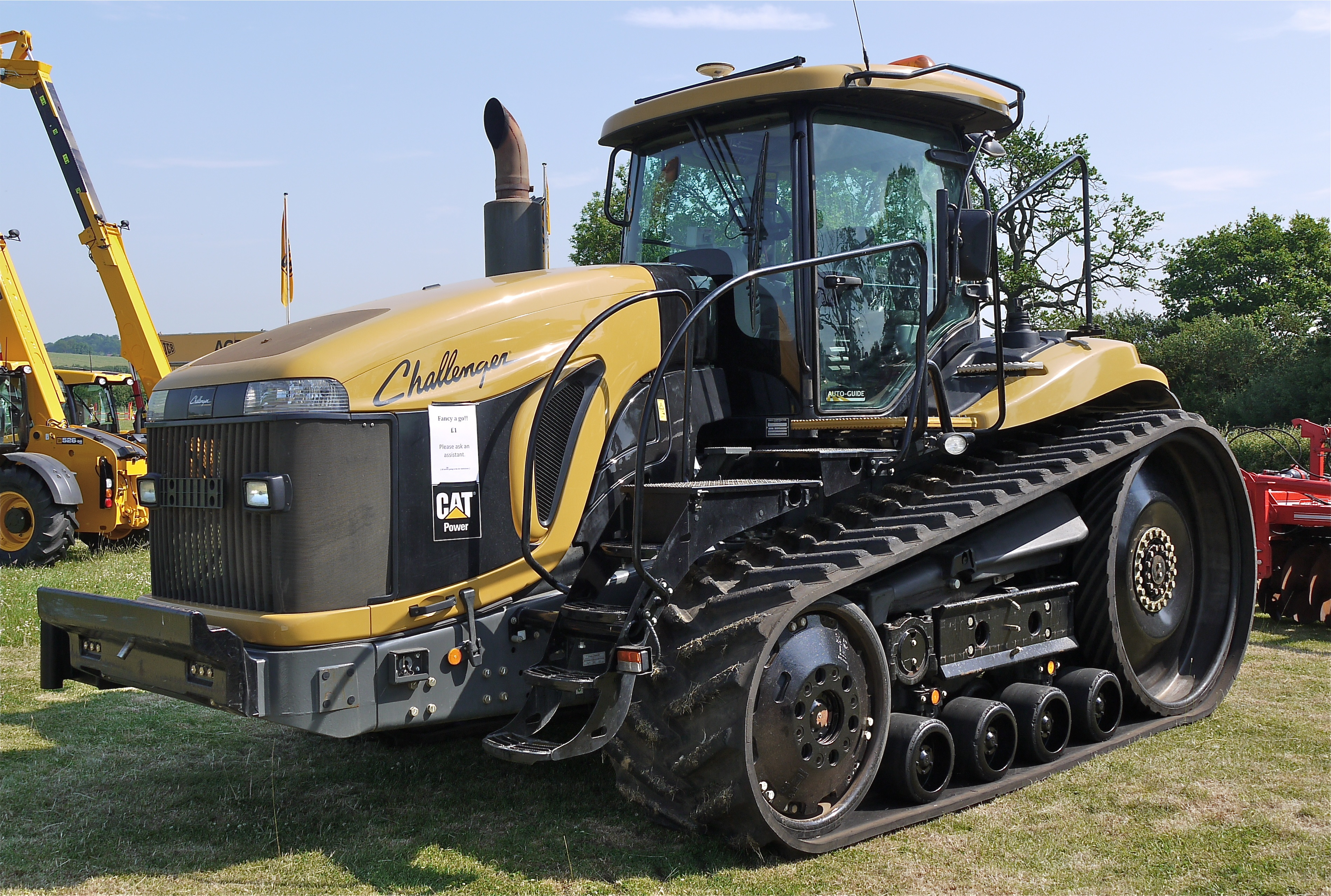
Gumihevederes traktor (Cat Challenger)

A lánctalpas traktorok hosszú ideig nem mutattak különösebb fejlődést, mígnem az 1990-es években megjelentek a gumihevederes traktorok. Ez annyit jelentett, hogy a hagyományos konstrukciójú lánctalpas traktorokon fém helyett gumiból készült, abroncshoz hasonlóan bordázott talp került a járószerkezetre. A gumiheveder előnye a fém lánctalphoz képest, hogy könnyebb, kevésbé zajos, gyengédebb a talajhoz, és aszfaltozott úton is közlekedhet, mivel nem károsítja azt.

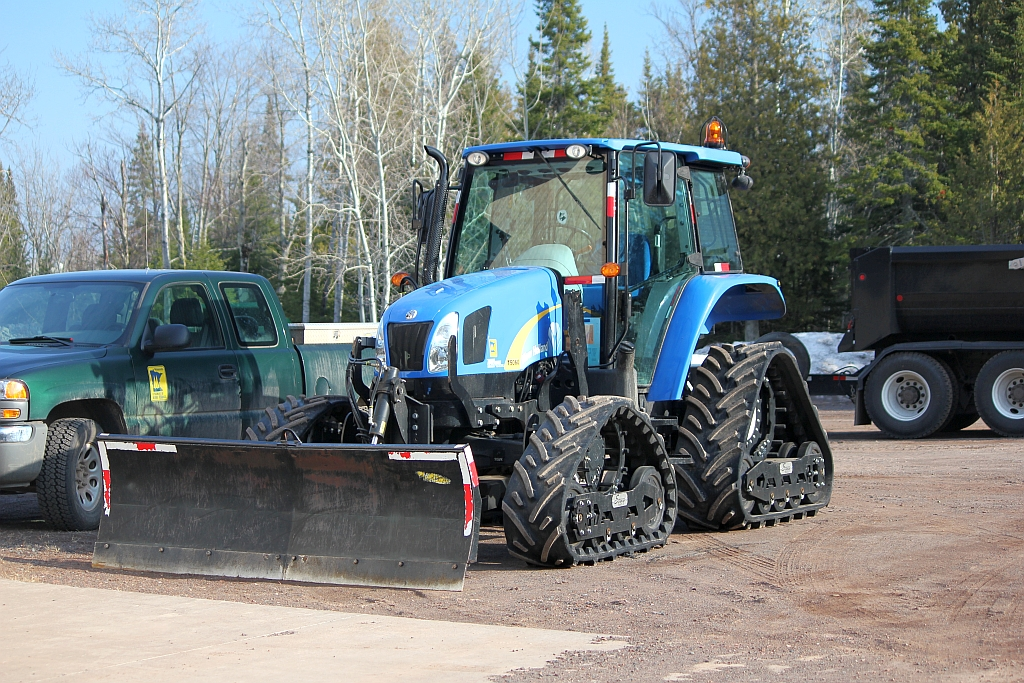
Kompakt gumitalpak egy gumikerekes traktoron (New Holland)

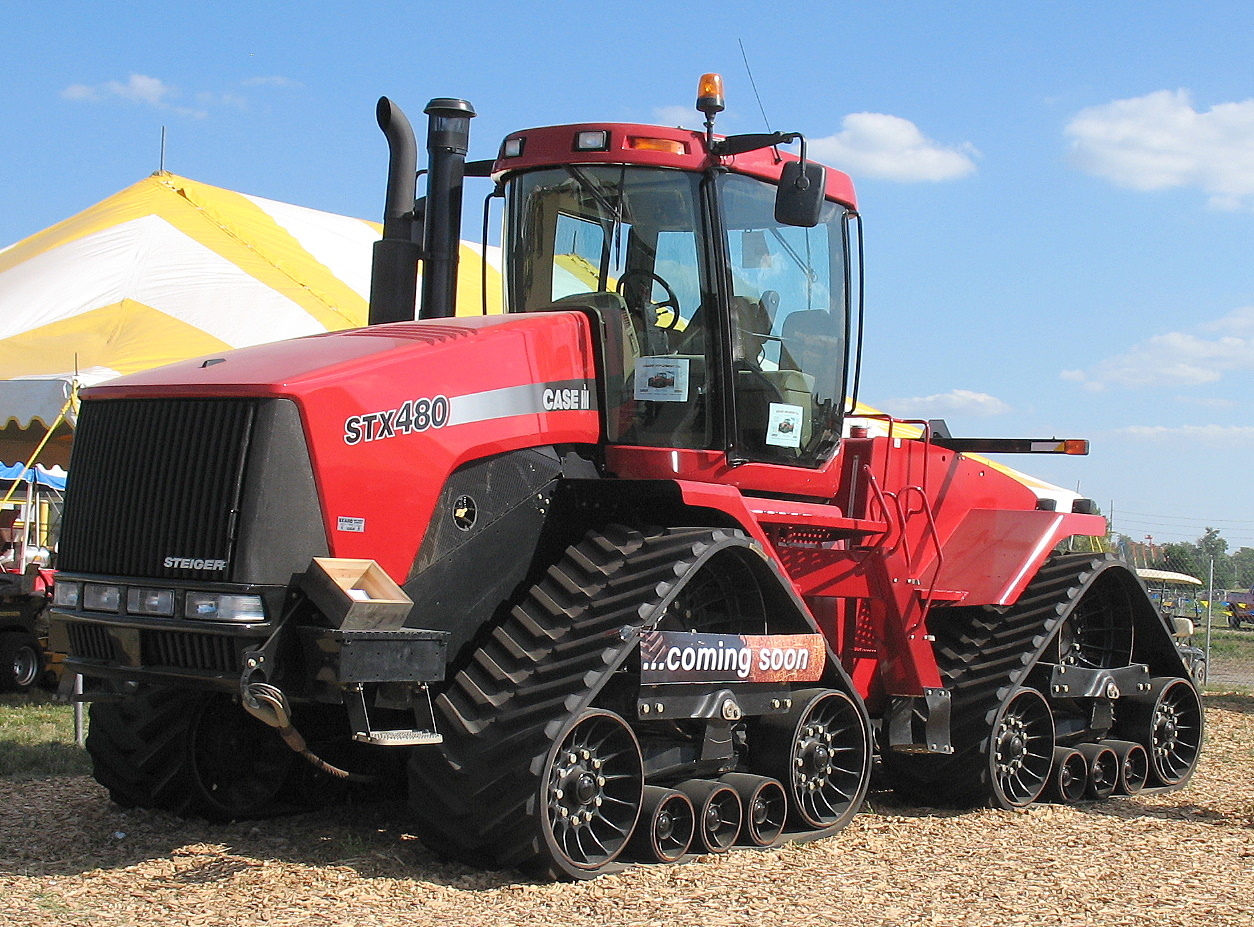
Gumikerekes konstrukciójú, de gyárilag gumitalppal szerelt, csuklós, összkerékhajtású traktor (Case)

A gumiheveder megjelenése egy új megoldást is szült: a kompakt gumitalpat. Az eszközzel lehetőség van gumikerekes traktort, vagy más kerekes járművet (pl. terepjárót) gumihevederes járművé alakítani. A kompakt gumitalp egy speciális, meghajtógörgőként funkcionáló, nagyobb központi felniből, és az ahhoz tartozó, alatta lévő vezető- és feszítőgörgőkből álló szerkezetből áll, amikre rá van húzva a gumiheveder. Ezt a háromszöget formázó talpat aztán a felnivel úgy kell a tengelycsonkra felszerelni, mint egy hagyományos kereket. A meghajtott tengely mozgásba hozza a gumitalpat és a jármű ezután a talpon halad tovább, épp ezért az eszközt csak meghajtott tengely(ek)re lehet felszerelni. A kompakt gumitalp traktorokon kívül kombájnra, vagy más mezőgazdasági járműre is felszerelhető. A gumitalp előnye, hogy gumikerékkel nehezebben járható talajon egy ilyen átmeneti cserével eredetileg gumikerekes járművel is gond nélkül lehet közlekedni. Néhány gyártó ilyen meggondolásból gumikerekes kialakítású traktorjából már gyárilag gumitalpas típust is készített a kerekes változat mellett.

## A traktorok felosztása

### Rendeltetésük szerint
- eszközhordó traktor
- szántóföldi céltraktor
- univerzális traktor
- kertészeti (ültetvény) traktor

### Járószerkezet kialakítása szerint
- Kerekes
  - Gumikerék (általános)
  - Fémkerék - kapaszkodókörmökkel, vezetőéllel
- Lánctalpas járószerkezetű
  - Fémlánctalpas
  - Gumihevederes traktor[1]

## TLT hajtás

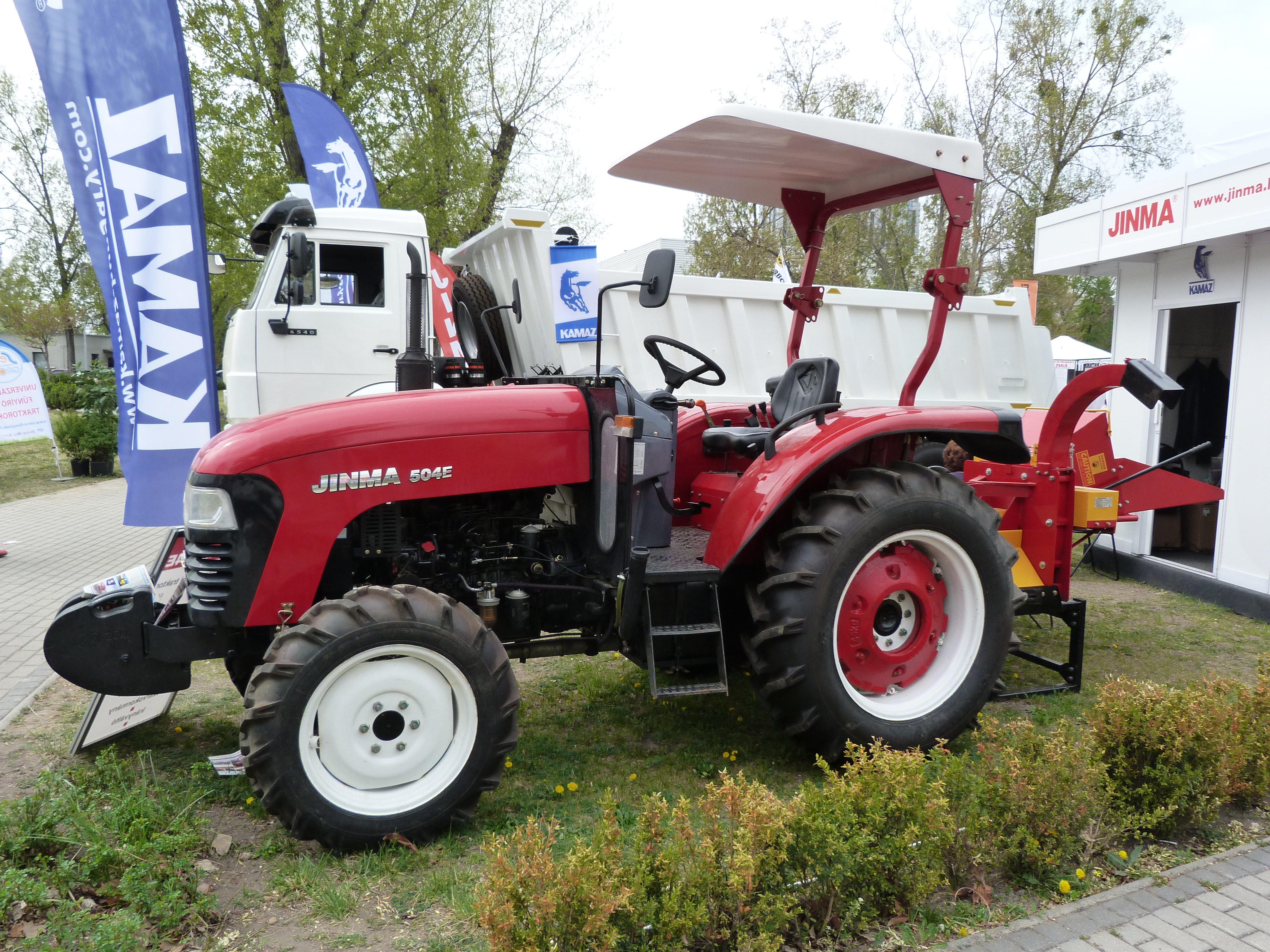
JINMA kínai kistraktor

A TLT (teljesítmény leadó tengely) elsősorban mezőgazdasági gépeknél, univerzális traktoroknál használatos tengelycsonk, mely segítségével a vontatott, függesztett vagy félig függesztett munkagépek működtethetők.
A traktorok hátulján helyezik el a traktor középvonalában.
Leggyakoribb a motorarányos TLT, mely mindig a motor fordulatszámával arányos fordulatszámon forog (540 f/perc vagy 1000 f/perc a motor névleges fordulatszámán). Ritkábban alkalmaznak egy 750 f/perc fordulatú ún. kímélő fokozatot is az 540 f/perc fordulatszám igényű, kisebb teljesítményű munkagépek hajtásához. Ekkor a traktor motorját a névleges fordulatszám alatt kell működtetni.
Menet arányos TLT : a meghajtó kerekek fordulatszámával (~menetsebesség) arányos TLT fordulatszám
Újabban mellső hidraulikával együtt a traktor elejére is szerelnek TLT-t, (ennek névleges fordulatszáma 1000 f/perc)
A tengelycsonk kisebb teljesítményekhez 6 bordás, nagyobb teljesítményekhez ún. tűbordás kialakítású.

## Hárompont-függesztés
A mezőgazdasági munkagépek egy része függesztett, azaz szállítási helyzetben nem igényel járószerkezetet, teljes tömegével a traktoron függeszkedik. Ez főként a kisebb teljesítményeknél igaz, a nagy és nagyon nagy gépek esetén a tömeg és géphossz miatt a függesztés nem megoldható (vagy nem érdemes megoldani), és a nagyméretű táblák esetén van elég hely a fordulásra, ezért nem is szükséges.
A hárompont-emelő szerkezet két alsó függesztőkarból és egy feljebb csapolt támasztókarból áll. Mindkét kar összekötőrúdja - mely az emelőkarokkal köti össze a függesztőkarokat - egyszeres vagy kétszeres csavarmenettel van ellátva, többek között így biztosítva az emelési magasság változtatását, valamint egyes, az erőgéphez képest vízszintesen ferde felfüggesztést igénylő gép (pl.: eke) beállítását teszi lehetővé. A támasztókar is kétszeres csavarmenettel van ellátva, vagy újabban egy hidraulika-munkahenger helyettesíti, az emberi erő kímélése céljából és termelékenységi okokból.
A karok végeinek többféle kiképzése ismeretes, de általában egy valamilyen módon ágyazott furatos golyó alkotja. Némely típusoknál (elsősorban a nyugati gépek javarésze) a golyó (melynek neve dió;-) különvehető, és a munkagépre előre csatlakoztatható azért, mert az ehhez tartozó horogszerű karvég lehetővé teszi a gyors összekapcsolást, akár egy személy által is. Ilyenkor a diót egy reteszmechanizmus rögzíti a horogban, természetesen úgy, hogy az oldalirányú elfordulás lehetősége megmaradjon. A régebbi, és keleti típusoknál, valamint a csavaros támasztókar esetén a kar végébe a dió bele van peremezve (kis játékkal), így itt ügyesebbnek kell lennie a vezetőnek kapcsolásnál.
A hárompont-függesztést a géphez méretezett hidraulikus munkahengerek működtetik közvetlenül, vagy többféle áttételen keresztül.
A támasztókar nélkül használva alkalmas munkagépek vontatására, mintha azok "vontatott" gépek lennének, de ekkor "félig-függesztett" a helyes megnevezés.

## Ismertebb traktormárkák
- Same
- DUTRA
- Hofherr
- Kubota
- Rába
- John Deere
- Fendt
- New Holland
- Antonio Carraro
- Massey Ferguson
- Case IH
- McCormick
- Steyr
- Steiger
- MB Trac
- Eurotrac
- Ford
- Lamborghini
- Challenger
- Claas
- Deutz
- JCB
- Valmet
- Chelyabinsk Tractor Plant
- Uralvagonzavod
- Belarus (MTZ)
- Zetor
- Versatile
- JINMA
- Rakovica
- Der Hürlimann D-200, ein 4x2 Traktor